# Kardinaltal
 For alternative betydninger, se Kardinal.
Kardinaltal eller tælletal er tal anvendt til at angive, hvor mange elementer der er i en given mængde. 
Inden for matematikken anvendes kardinaltal også i forbindelse med uendelige mængder. Kardinaltal er indført i matematikken af Georg Cantor omkring 1900 i forbindelse med udviklingen af den moderne mængdelære.
For endelige mængder er kardinaliteten antallet af elementer i mængden. F.eks. er {\displaystyle |\{a,b,c\}|=3}, fordi der er tre elementer i mængden {a,b,c}, og kardinaliteten af {a,b} er to. Kardinaliteten af en ægte delmængde af en endelig mængde A er altid mindre end kardinaliteten af A. 
For uendelige mængder gælder dette ikke: Kardinaliteten af mængden af de lige tal, er lig med kardinaliteten af mængden af de hele tal. Når man sammenligner størrelsen af uendelige mængder, ser man nemlig på om der findes en bijektiv funktion fra den ene til den anden. Dvs. om man kan parre elementerne i den ene mængde med elementerne i den anden. Det kan man med mængden af de hele tal, og mængden af de lige tal: {\displaystyle \dots ,-1\leftrightarrow -2,0\leftrightarrow 0,1\leftrightarrow 2,2\leftrightarrow 4,3\leftrightarrow 6,\dots }. Tilsvarende kan man vise at kardinaliteten af mængden af rationale tal er den samme. Denne kardinalitet kaldes {\displaystyle \aleph _{0}}. 
Cantor beviste, at dette kardinaltal var det mindste uendelige kardinaltal. Det næstmindste uendelige kardinaltal kaldes {\displaystyle \aleph _{1}}, det næste {\displaystyle \aleph _{2}}, osv. Cantor viste også, at der ikke findes et højeste kardinaltal: Ved hjælp af sit  diagonalbevis viste Cantor, at kardinaliteten til potensmængden af en mængde, er større end kardinaliteten af mængden selv. Dette gælder både endelige og uendelige mængder.
Cantor opstillede hypotesen at kardinaltallet til mængden af reelle tal{\displaystyle \mathbb {R} ={\mathcal {P}}(\mathbb {N} )} følger lige efter det til de naturlige tal dvs at dennes kardinalitet skulle benævnes {\displaystyle \aleph _{1}}. Hypotesen er kendt som kontinuumhypotesen og det er blevet bevist, at den hverken kan bevises eller modbevises ud fra Zermelo-Fraenkels aksiomer.
Hvis man antager at udvalgsaksiomet er sandt, er kardinaltallene velordnede. Det betyder at hvis X og Y er to mængder, så gælder der |X|≤|Y| eller |X|≥|Y|. Hvis man antager at udvalgsaksiomet ikke gælder, findes der derimod mængder X og Y, så hverken |X|≤|Y| eller |X|≥|Y|. 